# Aeolagrion
Aeolagrion is een geslacht van libellen (Odonata) uit de familie van de waterjuffers (Coenagrionidae).

## Soorten
Aeolagrion omvat 4 soorten:
- Aeolagrion axine Dunkle, 1991
- Aeolagrion dorsale (Burmeister, 1839)
- Aeolagrion inca (Selys, 1876)
- Aeolagrion philipi Tennessen, 2009